# Burgerlijke dood
De burgerlijke dood (Latijn: civiliter mortuus) was een straf waarbij men door de overheid als dood werd beschouwd. Men was niet langer een rechtssubject en werd rechtsonbekwaam. Juridisch gezien bestond de persoon niet meer en werd zijn natuurlijke persoonlijkheid ontnomen. De burgerlijke dood had dezelfde juridische gevolgen als een "werkelijke" dood: het vermogen van die persoon werd verdeeld over zijn erfgenamen, zijn eventuele huwelijk werd ontbonden en hij kon geen rechtshandelingen meer stellen (zoals bv. contracten sluiten). Een persoon die burgerlijk dood was verklaard kon ook niet getuigen. Iemand die burgerlijk dood was verklaard kon bovendien gewoon worden vermoord zonder dat de dader gestraft werd. Dit had tot gevolg dat iemand die burgerlijk dood was verklaard daarna vaak ook in het echt niet lang meer te leven had, bijvoorbeeld als men wraak wilde nemen.

## Geschiedenis
De straf heeft wereldwijd bestaan, in Europa van de middeleeuwen tot en met de 19de eeuw. Het ging meestal om een bijkomende straf aan iemand die werd veroordeeld tot levenslange gevangenisstraf of de doodstraf (ook voordat de doodstraf werd uitgevoerd).

### Oudheid
In het oude Griekenland was de burgerlijke dood een mogelijke straf. Bij de Romeinen was het de zwaarste vorm van capitis deminutio (verminderde capaciteit). De jurist Gaius schreef in zijn Instituten dat de verminderde capaciteit maximaal was wanneer iemand tegelijk zijn burgerschap en zijn vrijheid verloor. Dat was het geval voor wie veroordeeld werd tot de dood of tot bepaalde vormen van slavernij, bijvoorbeeld ad bestias (tot de wilde dieren) of ad metalla (tot de mijnen).

### Middeleeuwen
In de middeleeuwen konden eeuwig verbannen misdadigers vogelvrij worden verklaard. Ook wie intrad in een klooster, stierf naar canoniek recht voor de wereld. Zodra geestelijken de kloostergeloften hadden afgelegd, konden ze normaal niet meer erven van hun familie, maar hun familie wel nog van hen. Deze regels evolueerden door de tijd heen en kenden uitzonderingen voor bepaalde ordes, zoals de jezuïeten. Ook opsluiting in een leprozerij kon in de middeleeuwen de burgerlijke dood tot gevolg hebben.

### Frankrijk
In Frankrijk bestond de straf ten tijde van het ancien régime. Maar ook daarna was de burgerlijke dood (Frans: la mort civile) opgenomen in de Napoleontische Code Civil en Code Pénal. De burgerlijke dood bestond in Frankrijk nog tot 31 mei 1854.

### Nederland
Na 1814 is de burgerlijke dood in Nederland nooit meer als straf opgelegd. In Nederland kreeg het verbod een plaats in het Burgerlijk Wetboek als art. 4. In het Nieuw Burgerlijk Wetboek wordt de burgerlijke dood niet genoemd.

### België
In de Belgische Grondwet van 1831 werd de burgerlijke dood in art. 18 uitgesloten als straf. Bij het opstellen van de Belgische Grondwet in 1831 werd gestipuleerd dat die straf werd afgeschaft en nooit meer ingevoerd mocht worden (artikel 18), vanwege de mensonwaardigheid ervan. Er werd niet voorzien in overgangsmaatregelen voor nog levende veroordeelden en hun (gewezen) gezinsleden. Dit werd overgelaten aan de rechters.

### Elders
Chili schafte deze straf in 1943 af.
In het islamitisch recht zijn de gevolgen van apostasie (ridda) vergelijkbaar met de burgerlijke dood. Huwelijksbanden, ouderlijk gezag, erfrechten en dergelijke worden geannuleerd.